# C.J. McCollum
Christian James "C. J." McCollum (ur. 19 września 1991 w Canton) – amerykański koszykarz, obrońca, aktualnie zawodnik zespołu New Orleans Pelicans.
8 lutego 2022 trafił w wyniku wymiany do New Orleans Pelicans. Wszechstronny i nieprzewidywalny strzelec, z dobrym rzutem z półdystansu. Nie został wybrany do drużyny All Star przez całą karierę. 

## Osiągnięcia
Stan na 24 lutego 2022, na podstawie, o ile nie zaznaczono inaczej.
NCAA
- Uczestnik turnieju NCAA (2010, 2012)
- Mistrz:
  - turnieju Ligi Patriot (2010, 2012)
  - sezonu regularnego Ligi Patriot (2010)
- 2-krotny zawodnik roku Patriot League (2010, 2012)[5]
- MVP turnieju:
  - Patriot League (2012)
  - Coaches vs. Classic Lynchburg Subregional (2012)
- Debiutant roku Patriot League (2010)
- Zaliczony do: 
  - składu AP Honorable mention All-American (2010, 2012)
  - I składu:
    - All-Patriot (2010–2012)
    - debiutantów Ligi Patriot (2010)
    - turnieju:
      - Ligi Patriot (2010–2012)
      - Coaches vs. Classic Lynchburg Subregional (2012)

NBA
- Zdobywca nagrody dla zawodnika, który poczynił największy postęp – NBA Most Improved Player Award (2016)[6]
- Uczestnik[7]:
  - konkursu rzutów za 3 punkty (2016, 2017[8], 2022[9])
  - Skills Challenge (2016)
- Lider sezonu regularnego NBA w skuteczności rzutów wolnych (2017)